# روبن گهوش
روبن گهوش (اردو: روبن گھوش ؛ ۱۳ سپتامبر ۱۹۳۹ – ۱۰ مارس ۲۰۱۶) آهنگساز فیلم و خواننده پلی‌بک بنگلادشی - پاکستانی بود. وی بین سال‌های ۱۹۶۱ تا ۱۹۸۶ میلادی فعالیت می‌کرد.
وی همچنین برندهٔ شش دوره جایزه نگار شده‌است.